# 空気砲 (科学教材)

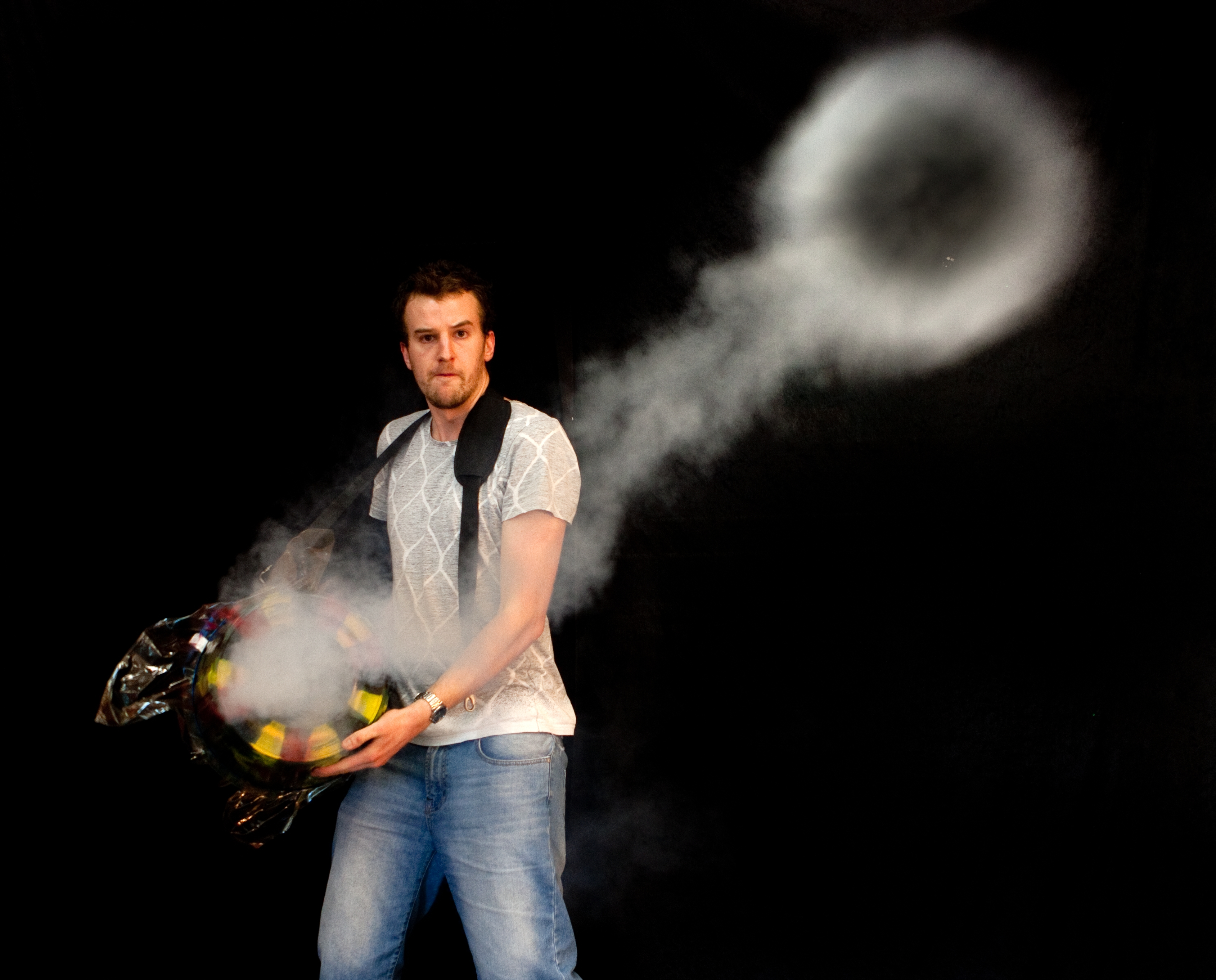
空気砲による渦輪の発生

空気砲（くうきほう）とは、比較的狭い開口部から急激に空気が押し出されるときにドーナツ状の渦輪ができるが、これを人為的に発生させて観察するための装置である。日本では、米村でんじろうが都立高校の教師時代に簡易にできる手法を開発し、学校の授業や科学館のサイエンスショーで理科実験の材料の一つとして扱い、この名前が広まった。身近にある材料で比較的簡単につくることができ、また応用実験を幅広く試すことがるため、学校の自由研究テーマとして扱われることも多い。一方で、空気砲で簡単につくることができる渦輪は、ソリトンの一種で流体力学の研究対象にもなる奥行きを持つものである。

## 経緯
ポピュラーサイエンス誌の1881年12月号に"Studies of Vortex-Rings"という記事が登場している。この記事は、渦輪現象について解説を加えたものであるが、渦輪を発生させるための機材としてランプに使われるガラス管を使った空気砲、トランプで箱をつくり穴を開けた空気砲が紹介されている。
アメリカでは、1929年に玩具の空気砲が特許出願されている。これは大砲を模した筒の後端にバネでつながれたシャッターを押し出すことで渦輪を排出するものであった。
- ランプのガラス煙突を利用した空気砲(1881. “Studies of Vortex-Rings”. Popular Science Monthly)。ガラスの筒の中央に小さな穴を開けた仕切りを入れて、下側の部屋にタバコの煙をためて、下側の膜を押すと渦輪が発生する。
- トランプでつくった空気砲(1881. “Studies of Vortex-Rings”. Popular Science Monthly)
- 米国特許1806067で開示された空気砲玩具の模式図(1929年)

### 日本での広まり
日本では米村でんじろうが科学技術館などでのサイエンスショーやテレビ番組などで空気砲を披露し広まった。もともと米村が都立高校教師時代に、アメリカへの視察でたまたま見かけた渦輪生成のデモンストレーションに興味をもったのがはじまりであった。日本へ帰国後、試行錯誤の末に、密閉した段ボール箱の一面に穴を空けその中に煙を充填した後、箱の側面を叩くと渦輪を発生、観察できることを見つけた。米村はこれを高校の授業やガリレオ工房で披露した。
米村は、最初のころは渦輪の英名である「ボルティックス・リング」や「エア・バズーカ」と呼んでいた。しかし、それでは今ひとつ伝わっていないと考え、「流体力学の渦輪の観察に遊びの要素を加え、ドラえもんのひみつ道具にあった空気砲と呼ぶようになった」と米村は回顧している。

## 渦輪発生のメカニズム

渦輪における空気の流れ

空気砲で渦輪が発生するのは、空気の持つ粘性によるものである。空気砲の吹き出し口を通過する空気が、空気のもつ粘性により吹き出し口の縁の周囲に引っ張られることで流速が落ちる。他方、吹き出し口の中央を通過する空気は押し出される圧力のまま通過し、吹き出し口周囲の空気との間に流速差が生じる。この流速差は気流を回転させる効果を生み、渦輪を発生させる。空気中での粘性効果は比較的小さいため、気流の回転運動はあまり衰えずに移動していく。発生した渦輪は、ドーナツ状をしており、空気がドーナツの芯に巻き付くように回転しながら並進運動を続ける。

## 製作方法

### 紙箱による空気砲
適当な大きさの段ボール箱(またはボール紙)をガムテーブなどで密閉し、一つの面に直径10〜15cm程度の穴を開ければ、完成である。穴を前方に向け、箱の側面を両手で叩くと、穴から渦輪となった空気の塊が飛び出す。
また箱に開けた対向面を開き、ビニールシートを貼って、内側からゴムバンドでこのビニールシートを引っ張るタイプの空気砲もある。これは単に箱を叩くよりも威力のある空気砲をつくることができる。

### ペットボトルによる空気砲
ペットボトルの底を切り取り、ゴム風船の口を切り取りこれをペットボトルにかぶせ、ビニールテープ等でまきつけ密閉する。風船部分を引っ張って離すとペットボトルの口から渦輪が発生する。
市販されているペットボトルだけでも渦輪を発生させることができる。ペットボトルを強く押すと中の空気が押し出されて渦輪が観察できる。

### ポリバケツによる空気砲
欧米ではポリバケツで作る方法が行われている。ポリバケツの底をジグソーで直径10〜30cm程度の穴を開ける。またバケツ側面の対向する位置に2箇所穴を開けて、ゴムバンドを通す。複数のビニールシートを用意し重ねあわせ、中央に木片等をおいて貫通する穴を開ける。このビニールシートの中央の穴にバケツの通したゴムバンドを取付け、またシート全体でバケツの口をこれで隙間なく塞ぎ、空気が漏れないようにテープ等で接着する。ビニールシートを引っ張れば、底の穴から渦輪が発射される。

## 煙による渦輪の観察
空気砲で発生する渦輪を観察するには、煙を使って目視できるようにすることが有効である。演劇の演出などで使用されるスモークマシンがあれば、比較的短時間で空気砲に煙を貯めることができる。このような装置を所有していない場合、着火した線香を空気砲の中にいれて煙を貯め、これを空気砲を放つと視覚で渦輪を観察することができる。また塩酸とアンモニア水が入った容器を近づけると、それぞれの蒸気が反応して塩化アンモニウムの煙ができる。これを空気砲に貯めて使う方法もある。

## 発展実験
空気砲は、身近にある材料で作成でき、簡単に物理現象を起こすことができるため、自由研究のテーマとしても比較的向いている。空気砲から打ち出した渦輪がどこまで飛ぶのか、計測するなどの基本的な実験の他に、工夫しだいで様々な発展実験が考えられる。以下に、例を示す。

### 連続した渦輪の観察
空気砲を連射して、2つの渦輪が同じ軸線上を、同じ方向に、同じ速さで運動するとき、前を進む輪の径が徐々に大きくなるとともに速度が低下し、一方で、後ろを進む輪の径は徐々に小さくなると同時に速度が上がり、前を進む渦輪の中央を通り抜ける。入れ替わった輪は繰り返しこのような運動を続けることが観察できる。

### 渦輪の衝突の観察
2つの空気砲を対向して設置し、同時に渦輪を発生させた場合、渦輪の衝突が観察できる。

### 穴の形状の違いによる観察
空気砲の穴の形状を円ではなく、三角形や四角形、星形などの形状で穴を開け、渦輪を発生させる。このとき、穴の形状およびサイズにより渦輪の形状は周期的に変化することを観察できる。

### 穴の数による観察
また同一面に複数の穴を開けた空気砲では、それぞれの穴から渦輪が発生する。その後、渦輪の合成や渦輪の形状、軌道の変化が周期的に現れるが、どのようになるか観察し、その傾向を考察する。穴の間隔やサイズにより発生する現象が異なる。

### 水による渦輪の観察
ペットボトルの中に着色した水をいれて、水で満たした水槽の中でこのペットボトルを圧縮すると、水による渦輪を観察することができる。

### 無重量状態での観察
2010年、ミッションSTS-131で国際宇宙ステーションに滞在した山崎直子は寄せられた質問「宇宙で空気砲をしたらどうなりますか？」に、「空気砲を実際に打って実験する機会はなかったが、恐らく作用反作用の法則で反対方向に体が飛ばされると考えられる」と回答している。

## 科学館での展示

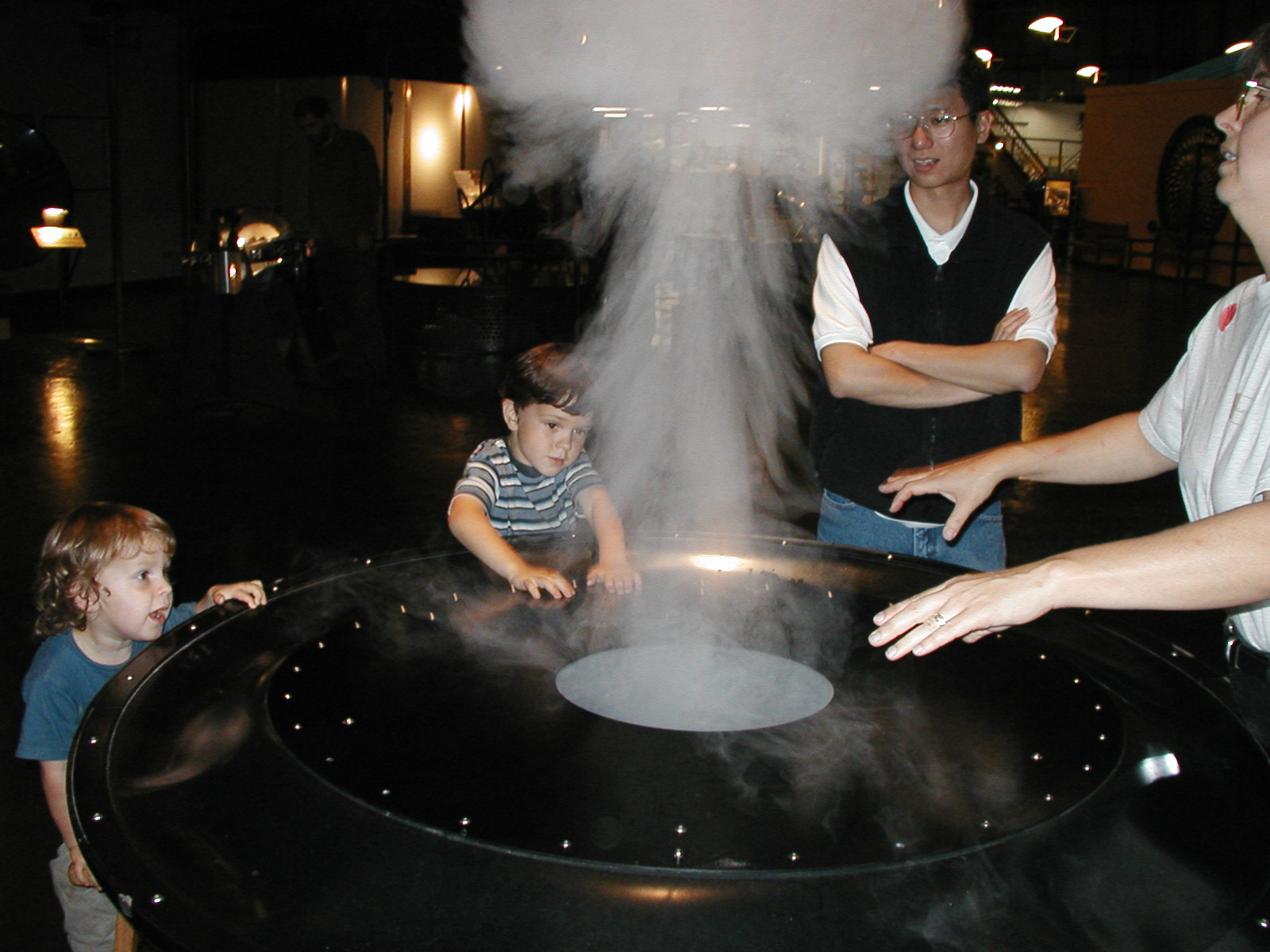
サンフランシスコの港湾地区のエクスプロラトリアムに演示展示されている空気砲

日本では、科学技術館、名古屋市科学館、新潟県立自然科学館などに入館者が実際に試すことができる空気砲が展示されている。

## 玩具

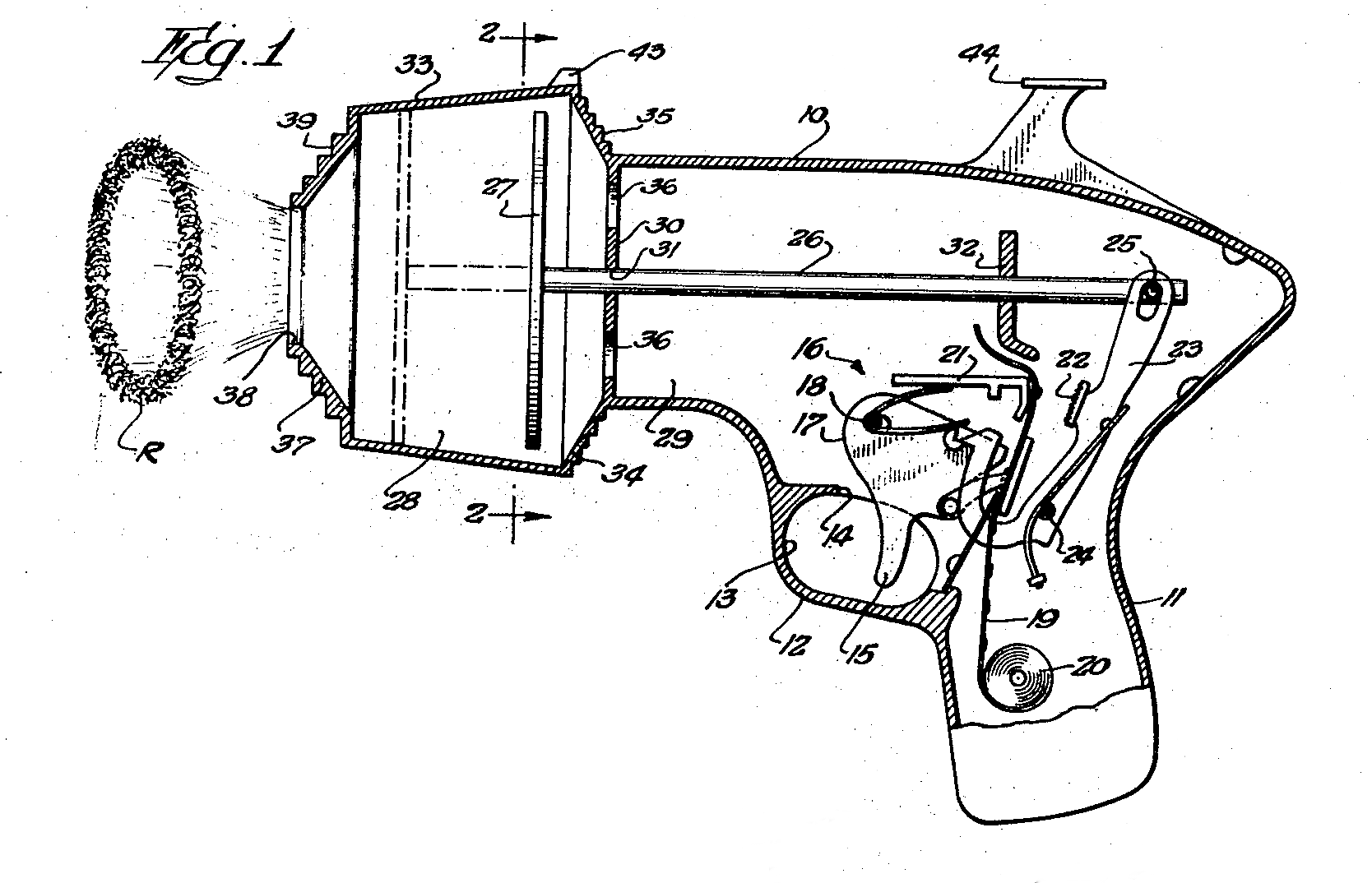
米国特許2855714で開示されたピストル型の空気砲玩具の模式図(1955年)

上述の通り、アメリカでは、1929年に空気砲の玩具が特許出願が確認できる。1950年代にも空気砲の玩具の特許出願が確認できる。

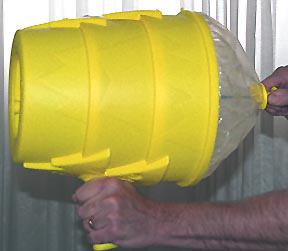
エアズーカ(Airzooka)

アメリカ海軍中尉であったブライアン・ジョーダン(Brian S. Jordan)は、2003年に「エアズーカ(Airzooka)」という商品名でプラスチック製の空気砲の玩具を商品化した。

## 産業応用例

### 触覚提示
2000年代に入り、KinectやLeap Motionなど空中で手足などを動かしてコンピュータインターフェイスとするジェスチャー認識デバイスが実用化された。しかし、このようなジェスチャー認識デバイスでは、キーボードやボタンを操作したときのような操作感触がない。ワシントン州立大学で研究されている「AirWave」は、ジェスチャーに対して操作感を与えるために、操作者に対して触覚感覚を与えることができるデバイスである。この「AirWave」では空気砲を用いて比較的離れた位置からでも触覚感覚を与えることができるとしている。
またウォルト・ディズニー・カンパニーのディズニー研究所では、「AIREAL」という、やはり空気砲による触覚提示デバイスを研究している。「AIREAL」には、3次元距離センサと2軸のモータが取り付けられており、対象を追従しながら渦輪を連続発射することができる。

### 香りプロジェクタ
名城大学の柳田らは、香料をつかって香りを充填した空気を空気砲にため、渦輪にのせて被験者に届けることで、香りを空間と時間で制御する方法を提案している。柳田らはこれを「香りプロジェクタ方式」と呼び、ユーザに特別な装置を装着することなく局所的な空間に比較的短い時間で香りを切り替えることができると主張している。
主に自動車向けとしてデンソーは、電動ポンプや電磁バルブなどによって空気砲から芳香成分や加湿した空気を乗員に向けて発射する「車両用空気質成分供給装置」を特許出願している。またSUBARUは、運転手の精神状態を検知して、それに応じた各種の香りを噴出する車載用空気砲や、乗員毎に異なる芳香成分を発射できる車載用小型空気砲を検討し、特許出願を行っている。